# Kerby Rychel
Kerby Rychel (né le 7 octobre 1994 à Torrance, en Californie, aux États-Unis) est un joueur professionnel de hockey sur glace binational canadien et américain. Il est le fils du joueur Warren Rychel.

## Biographie

### En club
Kerby Rychel débute en 2010 en LHO avec les Steelheads de Mississauga. Cependant, il change vite d'équipe et rejoint à la mi-saison les Spitfires de Windsor. Lors de sa dernière saison en LHO, il change une nouvelle fois d'équipe et rejoint le Storm de Guelph. Il est repêché à la 19e position du repêchage d'entrée dans la LNH 2013 par les Blue Jackets de Columbus. Il joue son premier match en LNH le 29 novembre 2014 contre les Predators de Nashville. Il marque son premier but dans la LNH le 19 janvier 2016 contre les Capitals de Washington. Il remporte la Coupe Calder 2016 avec les Monsters du lac Érié.
Le 25 juin 2016, il est échangé aux Maple Leafs de Toronto contre Scott Harrington et un choix conditionnel au repêchage de 2017. Il passe la saison 2017-2018 avec leur club-école dans la LAH, les Marlies de Toronto, et une bonne partie de la saison suivante avant d'être échangé aux Canadiens de Montréal le 25 février 2018 ,avec le défenseur Rinat Valiev et un choix de 2e tour au repêchage de la LNH 2018, en retour des attaquants Tomas Plekanec et Kyle Baun.
Le 20 août 2018, il est échangé aux Flames de Calgary en retour de l'attaquant Hunter Shinkaruk.

## Statistiques

### En club
| Saison    | Équipe                              | Ligue |    | Saison régulière | Saison régulière | Saison régulière | Saison régulière | Saison régulière |    | Séries éliminatoires | Séries éliminatoires | Séries éliminatoires | Séries éliminatoires | Séries éliminatoires |
| Saison    | Équipe                              | Ligue | PJ | B                | A                | Pts              | Pun              | PJ               | B  | A                    | Pts                  | Pun                  |                      |                      |
| 2010-2011 | St. Michael's Majors de Mississauga | LHO   | 30 | 2                | 6                | 8                | 47               | -                | -  | -                    | -                    | -                    |                      |                      |
| 2010-2011 | Spitfires de Windsor                | LHO   | 32 | 5                | 8                | 13               | 26               | 18               | 2  | 5                    | 7                    | 14                   |                      |                      |
| 2011-2012 | Spitfires de Windsor                | LHO   | 68 | 41               | 33               | 74               | 54               | 4                | 2  | 0                    | 2                    | 5                    |                      |                      |
| 2012-2013 | Spitfires de Windsor                | LHO   | 68 | 40               | 47               | 87               | 94               | -                | -  | -                    | -                    | -                    |                      |                      |
| 2013-2014 | Spitfires de Windsor                | LHO   | 27 | 16               | 23               | 39               | 15               | -                | -  | -                    | -                    | -                    |                      |                      |
| 2013-2014 | Storm de Guelph                     | LHO   | 31 | 18               | 33               | 51               | 28               | 20               | 11 | 21                   | 32                   | 23                   |                      |                      |
| 2014-2015 | Falcons de Springfield              | LAH   | 51 | 12               | 21               | 33               | 43               | -                | -  | -                    | -                    | -                    |                      |                      |
| 2014-2015 | Blue Jackets de Columbus            | LNH   | 5  | 0                | 3                | 3                | 2                | -                | -  | -                    | -                    | -                    |                      |                      |
| 2015-2016 | Monsters du lac Érié                | LAH   | 37 | 6                | 21               | 27               | 53               | 17               | 1  | 5                    | 6                    | 26                   |                      |                      |
| 2015-2016 | Blue Jackets de Columbus            | LNH   | 32 | 2                | 7                | 9                | 15               | -                | -  | -                    | -                    | -                    |                      |                      |
| 2016-2017 | Marlies de Toronto                  | LAH   | 73 | 19               | 33               | 52               | 118              | 11               | 2  | 3                    | 5                    | 2                    |                      |                      |
| 2017-2018 | Marlies de Toronto                  | LAH   | 55 | 10               | 20               | 30               | 36               | -                | -  | -                    | -                    | -                    |                      |                      |
| 2017-2018 | Rocket de Laval                     | LAH   | 16 | 8                | 4                | 12               | 8                | -                | -  | -                    | -                    | -                    |                      |                      |
| 2017-2018 | Canadiens de Montréal               | LNH   | 4  | 1                | 1                | 2                | 8                | -                | -  | -                    | -                    | -                    |                      |                      |
| 2018-2019 | Flames de Calgary                   | LNH   | 2  | 0                | 0                | 0                | 0                | -                | -  | -                    | -                    | -                    |                      |                      |
| 2018-2019 | Heat de Stockton                    | LAH   | 57 | 23               | 20               | 43               | 29               | -                | -  | -                    | -                    | -                    |                      |                      |
| 2019-2020 | Neftekhimik Nijnekamsk              | KHL   | 7  | 0                | 0                | 0                | 6                | -                | -  | -                    | -                    | -                    |                      |                      |
| 2019-2020 | Checkers de Charlotte               | LAH   | 6  | 0                | 1                | 1                | 4                | -                | -  | -                    | -                    | -                    |                      |                      |

### En équipe nationale
| Année | Équipe     | Compétition                  |   | PJ | B | A | Pts | Pun                |  | Résultat |
| 2012  | Canada U18 | Championnat du monde -18 ans | 7 | 5  | 3 | 8 | 12  | Médaille de bronze |  |          |
| 2014  | Canada U20 | Championnat du monde junior  | 7 | 0  | 0 | 0 | 0   | 4e place           |  |          |